# Star Wars: The Old Republic
Междузвездни войни: Старата република (Star Wars: The Old Republic) е американска видеоигра, разработена от „БиоУеър Остин“.

## Продукция
Действието развива от 3643 до 3635 г. ПБЯ (ПБЯ означава „преди битката при Явин“, която е известна и като унищожаването на първата „Звезда на смъртта“ в „Епизод IV“). Имат пет цифрови разширения: Възходът на Хътянския картел (Rise of the Hutt Cartel), Галактическият изтребител (Galactic Starfighter), Галактическите крепости (Galactic Strongholds), Сянката на Реван (Shadow of Revan), Рицарите на Падналата империя (Knights of the Fallen Empire) и Рицарите на Вечния Трон (Knights Of The Eternal Throne).

### Трейлъри
- Измамен (1 юни 2009)
- Надежда (14 юни 2010)
- Завръщане (6 юни 2011)
- HK-51 се появил (16 юни 2012)
- Жертвоприношение (15 юни 2015)

### Версии
- Версия 1.0 (начална версия) (20 декември 2011)
- Версия 1.1: Зората на ракгулите (13 януари 2012)
- Версия 1.2: Наследството (12 април 2012)
- Версия 1.3: Прозвищата (26 юни 2012)
- Версия 1.4: Отвъдният терор (26 септември 2012)
- Версия 1.5: HK-51 активиран (11 октомври 2012)
- Версия 1.6: Древната отвръхврата (11 декември 2012)
- Версия 1.7: Завръщането на гритата (12 февруари 2013)
- Версия 2.0: Измет и подлост (9 април 2013)
- Версия 2.1: Случайност (14 май 2013)
- Версия 2.2: Операция Кошмар (12 юни 2013)
- Версия 2.3: Великаните на производството (6 август 2013)
- Версия 2.4: Ужасната война (1 октомври 2013)
- Версия 2.5: Галактическият изтребител (3 декември 2013)
- Версия 2.6: Галактическият изтребител (4 февруари 2014)
- Версия 2.7: Нашествие (8 април 2014)
- Версия 2.8: Плючкосване (10 юни 2014)
- Версия 2.9: Галактическите крепости (19 август 2014)
- Версия 2.10: Ковките съюзи (9 септември 2014)
- Версия 3.0: Сянката на Реван (2 декември 2014)
- Версия 3.1: Конфликтът на Риши (12 февруари 2015)
- Версия 3.2: Зората на Императора (28 април 2015)
- Версия 3.3: Велико тогрутско празнуване (21 юли 2015)

## Места на действието и тяхното местоположение
- Външен пръстен
  - Сектор Абрион
    - Риши

  - Сектор Аноат
    - Хот

  - Сектор Арканис
    - Татуин

  - Сектор Божни
    - Белсавис

  - Сектор Гордиеви стигания
    - Явин
      - Явин IV

  - Сектор Естран
    - Дромунд Каас
    - Зиост
    - Корибан

  - Сектор Корва
    - Орикон

  - Сектор Оджостър
    - Тарис

  - Голям Тион
    - Тионски куп
      - Вос
- Вътрешен пръстен
  - Сектор Пършак
    - Манаан
- Дълбоко ядро
  - Титон
- Непознати райони
  - Илум
- Светове на Ядрото
  - Балмора
  - Сектор Корелия
    - Корелия

  - Сектор Коруска
    - Коръсант

  - Сектор Олдерон
    - Олдерон
- Среден пръстен
  - Сектор Айда
    - Макеб

  - Сектор Ярко бижу
    - Орд Мантел
- Хътянско пространство
  - Куеш
  - Нал Хъта
    - Нар Шада

- Закюл

Този списък е непълен.
- CZ-198
- Артус Файв
- Атис
- Балосар
- Барос
- Дарванис
- Джабийм
- Джаваал
- Исен IV
- Кадемиму V
- Ковор
- Куат
- Ляник
- Пакюни
- Рабаан
- Сиврис
- Хипори
- Чандрила

## Персонажи

### Играеми персонажи
- Ловец на глави – Скри
- Имперски агент – Сифи айн
- Джедайски консулар – Барсен'тор
- Джедайски рицар – Герой от Титон
- Ситски инквизитор – Дарт Нокс
- Ситски воин – Гняв на Императора
- Контрабанда – Войдхаунд
- Шумник – Метеор

### Неиграеми персонажи
- HK-51
- Бастила Шан
- Дарт Малгъс
- Реван
- Чарли Органа